# Collegio di South East Cornwall
South East Cornwall è un collegio elettorale inglese situato in Cornovaglia e rappresentato alla Camera dei comuni del Parlamento del Regno Unito. Elegge un membro del parlamento con il sistema maggioritario a turno unico; l'attuale parlamentare è Anna Gelderd del Partito Laburista, che rappresenta il collegio dal 2024.

## Estensione

South East Cornwall dal 2010 al 2024

- 1983-2010: il distretto di Caradon, i ward del Borough di Restormel di Fowey, Lostwithiel, St Blaise e Tywardreath, e il ward del distretto di North Cornwall di Stoke Climsland.
- 2010-2024: il distretto di Caradon ed il ward del Borough di Restormel di Lostwithiel.
- dal 2024: le divisioni elettorali della Cornovaglia di Callington and St Dominic; Calstock; Liskeard Central; Liskeard South and Dobwalls; Looe East and Deviock; Looe West, Pelynt, Lansallos and Lanteglos; Lostwithiel and Lanreath; Lynher; Rame Peninsula and St Germans; St Cleer and Menheniot; Saltash Essa; Saltash Tamar; Saltash Trematon and Landrake e Torpoint.[1]

## Membri del parlamento
| Elezione | Elezione | Deputato       | Partito             |
| -------- | -------- | -------------- | ------------------- |
|          | 1983     | Robert Hicks   | Conservatore        |
|          | 1997     | Colin Breed    | Liberal Democratici |
|          | 2010     | Sheryll Murray | Conservatore        |
|          | 2024     | Anna Gelderd   | Laburista           |

## Elezioni

### Elezioni negli anni 2020
| Partito                    | Partito                                           | Candidato                  | Risultati 4 luglio 2024 | Risultati 4 luglio 2024 |
| Partito                    | Partito                                           | Candidato                  | Voti                    | %                       |
| -------------------------- | ------------------------------------------------- | -------------------------- | ----------------------- | ----------------------- |
|                            | Laburista                                         | Anna Gelderd               | 15 670                  | 31,79                   |
|                            | Conservatore                                      | Sheryll Murray             | 13 759                  | 27,92                   |
|                            | Reform UK                                         | Paul Wadley                | 9 311                   | 18,89                   |
|                            | Lib Dem                                           | Colin Martin               | 8 284                   | 16,81                   |
|                            | Verdi                                             | Martin Corney              | 1 999                   | 4,06                    |
|                            | Heritage                                          | Graham Cowdry              | 263                     | 0,53                    |
|                            |                                                   |                            |                         |                         |
| Iscritti                   | Iscritti                                          | Iscritti                   | 72 728                  | 100,00                  |
| ↳ Votanti (% su iscritti)  | ↳ Votanti (% su iscritti)                         | ↳ Votanti (% su iscritti)  | 49 286                  | 67,77                   |
| ↳ Astenuti (% su iscritti) | ↳ Astenuti (% su iscritti)                        | ↳ Astenuti (% su iscritti) | 23 442                  | 32,23                   |
|                            |                                                   |                            |                         |                         |
|                            | Esito: collegio passa da Conservatore a Laburista |                            |                         |                         |

### Elezioni negli anni 2010
| Partito                    | Partito                                   | Candidato                  | Risultati 12 dicembre 2019 | Risultati 12 dicembre 2019 |
| Partito                    | Partito                                   | Candidato                  | Voti                       | %                          |
| -------------------------- | ----------------------------------------- | -------------------------- | -------------------------- | -------------------------- |
|                            | Conservatore                              | Sheryll Murray             | 31 807                     | 59,28                      |
|                            | Laburista                                 | Gareth Derrick             | 10 836                     | 20,20                      |
|                            | Lib Dem                                   | Colin Martin               | 8 650                      | 16,12                      |
|                            | Verdi                                     | Martha Green               | 1 493                      | 2,78                       |
|                            | Liberale                                  | Jay Latham                 | 869                        | 1,62                       |
|                            |                                           |                            |                            |                            |
| Iscritti                   | Iscritti                                  | Iscritti                   | 71 827                     | 100,00                     |
| ↳ Votanti (% su iscritti)  | ↳ Votanti (% su iscritti)                 | ↳ Votanti (% su iscritti)  | 53 655                     | 74,70                      |
| ↳ Astenuti (% su iscritti) | ↳ Astenuti (% su iscritti)                | ↳ Astenuti (% su iscritti) | 18 172                     | 25,30                      |
|                            |                                           |                            |                            |                            |
|                            | Esito: collegio confermato a Conservatore |                            |                            |                            |

| Partito                    | Partito                                   | Candidato                  | Risultati 8 giugno 2017 | Risultati 8 giugno 2017 |
| Partito                    | Partito                                   | Candidato                  | Voti                    | %                       |
| -------------------------- | ----------------------------------------- | -------------------------- | ----------------------- | ----------------------- |
|                            | Conservatore                              | Sheryll Murray             | 29 493                  | 55,41                   |
|                            | Laburista                                 | Gareth Derrick             | 12 050                  | 22,64                   |
|                            | Lib Dem                                   | Phil Hutty                 | 10 346                  | 19,44                   |
|                            | Verdi                                     | Martin Corney              | 1 335                   | 2,51                    |
|                            |                                           |                            |                         |                         |
| Iscritti                   | Iscritti                                  | Iscritti                   | 71 924                  | 100,00                  |
| ↳ Votanti (% su iscritti)  | ↳ Votanti (% su iscritti)                 | ↳ Votanti (% su iscritti)  | 53 224                  | 74,00                   |
| ↳ Astenuti (% su iscritti) | ↳ Astenuti (% su iscritti)                | ↳ Astenuti (% su iscritti) | 18 700                  | 26,00                   |
|                            |                                           |                            |                         |                         |
|                            | Esito: collegio confermato a Conservatore |                            |                         |                         |

| Partito                    | Partito                                   | Candidato                  | Risultati 7 maggio 2015 | Risultati 7 maggio 2015 |
| Partito                    | Partito                                   | Candidato                  | Voti                    | %                       |
| -------------------------- | ----------------------------------------- | -------------------------- | ----------------------- | ----------------------- |
|                            | Conservatore                              | Sheryll Murray             | 25 516                  | 50,53                   |
|                            | Lib Dem                                   | Phil Hutty                 | 8 521                   | 16,87                   |
|                            | UKIP                                      | Bradley Monk               | 7 698                   | 15,24                   |
|                            | Laburista                                 | Declan Lloyd               | 4 692                   | 9,29                    |
|                            | Verdi                                     | Martin Corney              | 2 718                   | 5,38                    |
|                            | Mebyon Kernow                             | Andrew Long                | 1 003                   | 1,99                    |
|                            | Indipendente                              | George Trubody             | 350                     | 0,69                    |
|                            |                                           |                            |                         |                         |
| Iscritti                   | Iscritti                                  | Iscritti                   | 71 023                  | 100,00                  |
| ↳ Votanti (% su iscritti)  | ↳ Votanti (% su iscritti)                 | ↳ Votanti (% su iscritti)  | 50 498                  | 71,10                   |
| ↳ Astenuti (% su iscritti) | ↳ Astenuti (% su iscritti)                | ↳ Astenuti (% su iscritti) | 20 525                  | 28,90                   |
|                            |                                           |                            |                         |                         |
|                            | Esito: collegio confermato a Conservatore |                            |                         |                         |

| Partito                    | Partito                                         | Candidato                  | Risultati 6 maggio 2010 | Risultati 6 maggio 2010 |
| Partito                    | Partito                                         | Candidato                  | Voti                    | %                       |
| -------------------------- | ----------------------------------------------- | -------------------------- | ----------------------- | ----------------------- |
|                            | Conservatore                                    | Sheryll Murray             | 22 390                  | 45,13                   |
|                            | Lib Dem                                         | Karen Gillard              | 19 170                  | 38,64                   |
|                            | Laburista                                       | Michael Sparling           | 3 507                   | 7,07                    |
|                            | UKIP                                            | Stephanie McWilliam        | 3 083                   | 6,21                    |
|                            | Verdi                                           | Roger Creagh-Osborne       | 826                     | 1,66                    |
|                            | Mebyon Kernow                                   | Roger Holmes               | 641                     | 1,29                    |
|                            |                                                 |                            |                         |                         |
| Iscritti                   | Iscritti                                        | Iscritti                   | 72 222                  | 100,00                  |
| ↳ Votanti (% su iscritti)  | ↳ Votanti (% su iscritti)                       | ↳ Votanti (% su iscritti)  | 49 617                  | 68,70                   |
| ↳ Astenuti (% su iscritti) | ↳ Astenuti (% su iscritti)                      | ↳ Astenuti (% su iscritti) | 22 605                  | 31,30                   |
|                            |                                                 |                            |                         |                         |
|                            | Esito: collegio passa da Lib Dem a Conservatore |                            |                         |                         |

### Elezioni negli anni 2000
| Partito                    | Partito                              | Candidato                  | Risultati 5 maggio 2005 | Risultati 5 maggio 2005 |
| Partito                    | Partito                              | Candidato                  | Voti                    | %                       |
| -------------------------- | ------------------------------------ | -------------------------- | ----------------------- | ----------------------- |
|                            | Lib Dem                              | Colin Breed                | 24 986                  | 46,74                   |
|                            | Conservatore                         | Ashley Gray                | 18 479                  | 34,57                   |
|                            | Laburista                            | Colin Binley               | 6 069                   | 11,35                   |
|                            | UKIP                                 | David Lucas                | 2 693                   | 5,04                    |
|                            | Mebyon Kernow                        | Graham Sandercock          | 769                     | 1,44                    |
|                            | Veritas                              | Anne Assheton-Salton       | 459                     | 0,86                    |
|                            |                                      |                            |                         |                         |
| Iscritti                   | Iscritti                             | Iscritti                   | 80 747                  | 100,00                  |
| ↳ Votanti (% su iscritti)  | ↳ Votanti (% su iscritti)            | ↳ Votanti (% su iscritti)  | 53 455                  | 66,20                   |
| ↳ Astenuti (% su iscritti) | ↳ Astenuti (% su iscritti)           | ↳ Astenuti (% su iscritti) | 27 292                  | 33,80                   |
|                            |                                      |                            |                         |                         |
|                            | Esito: collegio confermato a Lib Dem |                            |                         |                         |

| Partito                    | Partito                              | Candidato                  | Risultati 7 giugno 2001 | Risultati 7 giugno 2001 |
| Partito                    | Partito                              | Candidato                  | Voti                    | %                       |
| -------------------------- | ------------------------------------ | -------------------------- | ----------------------- | ----------------------- |
|                            | Lib Dem                              | Colin Breed                | 23 756                  | 45,90                   |
|                            | Conservatore                         | Ashley Gray                | 18 381                  | 35,52                   |
|                            | Laburista                            | William Stevens            | 6 429                   | 12,42                   |
|                            | UKIP                                 | Graham Palmer              | 1 978                   | 3,82                    |
|                            | Mebyon Kernow                        | Kenneth George             | 1 209                   | 2,34                    |
|                            |                                      |                            |                         |                         |
| Iscritti                   | Iscritti                             | Iscritti                   | 79 133                  | 100,00                  |
| ↳ Votanti (% su iscritti)  | ↳ Votanti (% su iscritti)            | ↳ Votanti (% su iscritti)  | 51 753                  | 65,40                   |
| ↳ Astenuti (% su iscritti) | ↳ Astenuti (% su iscritti)           | ↳ Astenuti (% su iscritti) | 27 380                  | 34,60                   |
|                            |                                      |                            |                         |                         |
|                            | Esito: collegio confermato a Lib Dem |                            |                         |                         |

## Risultati dei referendum

### Referendum sulla permanenza del Regno Unito nell'Unione europea del 2016
|  | Collegio            | Lasciare UE % | Rimanere in UE % |
|  | ------------------- | ------------- | ---------------- |
|  | South East Cornwall | 58,3%         | 41,7%            |
|  | Inghilterra         | 53,3%         | 46,7%            |
|  | Regno Unito         | 51,9%         | 48,1%            |